# Родољупци (ТВ филм из 1981)
Родољупци је југословенски ТВ филм из 1981. године. Режирао га је Петар Шарчевић а сценарио је написан по комедији Родољупци Јована Стерије Поповића.

## Улоге
| Глумац             | Улога |
| ------------------ | ----- |
| Влатко Дулић       |       |
| Мато Ерговиц       |       |
| Иво Кадић          |       |
| Данко Љуштина      |       |
| Драган Миливојевић |       |
| Ксениа Прохаска    |       |
| Жарко Савић        |       |